# JK Narva Trans
JK Narva Trans is een Estse voetbalclub uit Narva, een stad aan de Russische grens. Het is de enige club die sinds de onafhankelijkheid elk jaar in de hoogste klasse speelde. De clubkleur is rood.

## Geschiedenis
De club werd in 1979 opgericht als Avtomobilist Narva en veranderde in 1985 de naam in Autobaas Narva. In 1991 nam de club de huidige naam aan. 

## Erelijst
- Beker van Estland (3x)

Winnaar: 2001, 2019, 2023
Finalist: 1994, 2007, 2011, 2012
- Estische supercup (2x)

Winnaar: 2007, 2008

## Eindklasseringen vanaf 1992
| 7 |

| 6 |

| 4 |

| 3 |

| 5 |

| 6 |

| 4 |

| 4 |

| 4 |

| 5 |

| 4 |

| 4 |

| 4 |

| 4 |

| 3 |

| 2 |

| 4 |

| 4 |

| 3 |

| 3 |

| 3 |

| 4 |

| 7 |

| 8 |

| 6 |

| 8 |

| 5 |

| 4 |

| 6 |

| 8 |

| 6 |

| 7 |

| 8 |

| 6 |

| Meistriliiga | Esiliiga |

## In Europa
JK Trans Narva speelt sinds 1996 in diverse Europese competities. Hieronder staan de competities en in welke seizoenen de club deelnam:
- Europa League (7x)

2009/10, 2010/11, 2011/12, 2012/13, 2013/14, 2018/19, 2019/20
- Conference League (1x)

2023/24
- UEFA Cup (2x)

2001/02, 2007/08
- Intertoto Cup (8x)

1996, 1999, 2000, 2003, 2004, 2005, 2006, 2008

## Bekende (oud-)spelers
- Viktor Alonen